# Національний парк Мазепа
Націона́льний парк Мазе́па (англ. Mazeppa National Park) — національний парк у штаті Квінсленд в Австралії, створений в 1972 році. 
Парк названо на честь гетьмана України Івана Мазепи. Площа парку становить 41,30 км². Розташований на північний захід від Брисбена, за 821 км. Примикає до автомобільної дороги № 55. У парку ростуть сто тридцять видів рослин, у тому числі рідкісні трави і евкаліпти.

## Координати парку
- 22°13′54″ пд. ш. 147°17′28″ сх. д. / 22.23167° пд. ш. 147.29111° сх. д.